# Couvent des Bernardines de Seyssel
Le couvent des Bernardines de Seyssel est un monastère de cisterciennes réformées établi en 1627 à Seyssel dans le département de l'Ain.

## Localisation
Le couvent était situé en centre ville rue de Guérin sur la rive droite du Rhône dans le quartier de Grognex où subsiste une impasse du couvent.

## Histoire
Dans la première moitié du XVIIe siècle, les Bernardines réformées, fondées par la révérende mère Louise de Ballon, s'installent dans le duché de Savoie. Tout d'abord à Rumilly en 1622, à La Roche-sur-Foron en 1626, à Seyssel l'année suivante puis à Annecy en 1639. Le couvent de Seyssel, à vocation éducative, contribue largement à l'instruction des jeunes filles de la région. Louise de Ballon s'y retire et y meurt le 14 décembre 1688.
Quand le couvent est fermé en 1792, une de ses religieuses, Pierrette Marie Josephette de Luyset, se réfugie chez elle à Belley où elle rachète une propriété pour s'y reconsacrer avec quelques ex-consœurs à l'éducation des jeunes filles. En 1821, la communauté s'installe dans le monastère de l'Immaculée Conception dont mère de Luyset devient la première supérieure. Le monastère de Belley succède alors à celui de Seyssel.

## Architecture et description
Ce qui reste de ce vaste ensemble du quartier de Grognex a été ensuite occupé par les sœurs de Saint Joseph. Propriété privée, le bâtiment actuel se présente comme une grande maison à façade austère dont on remarque la très belle porte encadrée de pilastres et surmontée d'une niche avec une Vierge.

## Filiation et dépendances
Troisième fille de Rumilly, le couvent de Seyssel possédait des dépendances notoires parmi lesquelles la grange aux moines de Corbonod, belle bâtisse du XVIIe siècle située sur le coteau au nord-ouest du couvent d'où elle domine la vallée du Rhône et les deux villes de Seyssel.